# Чебышёв, Пётр Петрович
Пётр Петро́вич Чебышёв (около 1725 — не ранее 1781) — обер-прокурор Святейшего синода.

## Биография
Происходил из старинного дворянского рода Чебышёвых. По обыкновению того времени, с малых лет записанный в военную службу в Преображенский полк, он в 1753 году был произведён из сержантов в прапорщики.
В 1767 году гвардии капитан Чебышёв был откомандирован в качестве наказного атамана в Яицкий городок для проведения расследования недовольства яицких казаков своим атаманом. Отстранив от должности атамана Яицкого войска Андрея Никитовича Бородина, Чебышёв рекомендовал к избранию на круге Петра Тамбовцева, впоследствии убитого в ходе восстания 1772 года.
В 1768 году, капитан гвардии П. П. Чебышёв был переведён в армию бригадиром и в этом же году, 24 октября 1768 года, был назначен исправляющим должность обер-прокурора Св. Синода (после Мелиссино). 17 февраля 1770 году был утверждён в занимаемой им должности «за прилежное и рачительное исполнение своих служебных обязанностей».
Знакомый с современными европейскими философскими учениями и относившийся отрицательно к религии и, главным образом, к её служителям, Чебышёв сразу по своём вступлении в исправление должности обер-прокурора стал во враждебные отношения с большинством членов Синода; он открыто заявлял о своём атеизме и, пользуясь покровительством императрицы, деспотически распоряжался в Синоде. Он настойчиво заставлял представителей церкви принимать решения, угодные матушке-императрице, не гнушаясь при обсуждении «гнилым словом». Члены Синода были очень встревожены появлением такого неприятного для них правительственного чиновника и искивали все способы, чтобы от него избавиться; только его довольно свободное пользование синодальными деньгами дало им возможность удалить его от должности обер-прокурора.